# 陶家河乡
陶家河乡，是中华人民共和国湖北省黄冈市英山县下辖的一个乡镇级行政单位。

## 行政区划
陶家河乡下辖以下地区：
杨家河村、胡家塆村、陶家河村、严家坳村、英太寨村、塔耳岗村、桦树沟村、闵家畈村、詹家河村、长岭岗村、高家冲村和夏家河村。